# フリードリッヒ・フォン・サン
フリードリッヒ・フォン・サン（Friedrich von Thun、1942年6月30日 - ）は、オーストリアの俳優。

## 出演作品
- グリム童話・カエルの王子
- ヒットラー　第1章：覚醒/第2章：台頭
- ホロコースト -アドルフ・ヒトラーの洗礼-
- 小さな刑事 ベビー・レックス
- シンドラーのリスト
- インディ・ジョーンズ/若き日の大冒険4 ドイツ領東アフリカ編/コンゴ編
- ルコナ号沈没の謎を追え!
- 女子学生(秘)レポートNo.3/初体験特集
- 続・女子学生(秘)レポート
- 女子学生(秘)レポート